# Asta Power Project
 (avril 2014).
Asta Power Project est un logiciel de planification par diagramme de Gantt utilisé pour le management de projets, notamment dans le domaine de la construction. 
Par définition, la représentation du diagramme de GANTT est matérialisée par des formes géométriques (ou tâches) sur le calendrier donné. Ce diagramme permet en effet de représenter sous forme graphique l’évolution du projet en question.
Ce logiciel existe en plusieurs versions linguistiques (française, anglaise, allemande, etc.)
La version No.11 du logiciel est la dernière en date.

## Fonctionnalités
Dans le cadre d’un projet d’entreprise, Asta Power Project propose les fonctions suivantes : 
- la planification : le logiciel permet de planifier un projet et de situer les étapes du processus d’élaboration dans le temps. Par ailleurs, il est possible d’effectuer des liaisons entre ces étapes, afin de les coordonner. Cette planification peut s’articuler autour des approvisionnements, des contrats ou du choix des fournisseurs ;
- l’identification des risques : une analyse quantitative et qualitative des risques peut être mise en place, afin de les identifier et les anticiper ;
- le partage de données : il est effectivement possible de procéder à un échange de données avec d’autres logiciels ;
- le suivi et la gestion des coûts : dans le cadre de la conduite d’un projet, Asta Power Project permet de créer un centre des coûts, grâce auquel les flux de trésorerie prévisionnels seront déterminés au sein de l’entreprise concernée ;
- la création d’un référentiel : cette démarche a pour objectif principal de conserver une trace de ce qui a été prévu initialement au début du projet, en cas de changement de direction dans l’élaboration de celui-ci.